# Krizina Bojanc
Krizina Bojanc (Zbure, Šmarješke Toplice, 14. svibnja 1885. – Goražde, 15. prosinca 1941.), slovenska, katolička redovnica, mučenica i blaženica, jedna od Drinskih mučenica.

## Životopis
Roditelji su joj bili Mihajlo i Marija, r. Bizjak. Na krštenju je dobila ime Josipa. Josipa je bila druga kćer svojih roditelja, a bilo ih je pet sestara. Otac joj je otišao na rad u Ameriku te mu se ondje zameo svaki trag. Iako je njihova kuća bila udaljena 4 km od crkve, majka je svaki dan išla na svetu misu. Nedjeljom bi i sva djeca prijepodne išla na misu, a poslijepodne i na večernjicu. 
Josipa je otišla u samostan Kćeri Božje ljubavi u Sarajevo i kao redovnica dobila ime Krizina. Prema suvremenicima, bila je skromna, ponizna, jednostavna i radišna redovnica.  U duhovnom životu štovala je Majku Božju. U Palama je radila dosta teške poslove u vrtu, u staji i u kući, i u nepovoljnim vremenskim uvjetima.
Četnici su 11. prosinca 1941. provalili u samostan Marijin dom u Palama, opljačkali ga i odveli u zarobljeništvo redovnice s. Julu Ivanišević, s. Berchmanu Leidenix, s. Krizinu Bojanc, s. Antoniju Fabjan i s. Bernadetu Banja), uz još neke zarobljenike. Vodili su ih po snijegu, uz preslušavanja i ispitivanja, do Carevih Voda i Sjetline. Tamo je ostala s. Berchmanna, shrvana od puta, i kasnije je umorena, 23. prosinca 1941. Ostale četiri sestre odvedene su u Goražde, kamo su stigle 15. prosinca 1941. Smještene su u vojarnicu na katu. Vojarnicom je zapovijedao bojnik Jezdimir Dangić. Četnici su, u pijanom stanju, po noći navalili u sobe. Redovnice su skočile kroz prozor kako bi izbjegle silovanje, nakon čega su dokraja iskasapljene, a tijela su im bačena u rijeku Drinu. Nazvane su Drinskim mučenicama i proglašene su blaženima u Sarajevu 24. rujna 2011. na sv. misi, koju je predvodio papin izaslanik kardinal Angelo Amato, pročelnik Kongregacije za proglašenje svetih.

## Vanjske poveznice
- Kćeri Božje ljubavi - Službenice Božje  Arhivirana inačica izvorne stranice od 16. prosinca 2009. (Wayback Machine) Tko su Drinske mučenice